# Federalna Służba Statystyki Państwowej
Federalna Służba Statystyki Państwowej (ros. Федеральная служба государственной статистики), skrót:  Rosstat  (dawniej Goskomstat) – federalna władza wykonawcza, mająca za zadanie tworzenie oficjalnych informacji statystycznych na tematy społeczne, demograficzne, sytuacji gospodarczej i ekologiczne, jak również monitorowanie i nadzór w zakresie stanu statystycznej działalności na terytorium Rosji.

## Historia
Urząd został stworzony w 1987 roku jako Goskomstat – Państwowy komitet ds. Statystyki (ros. Государственный комитет по статистике wymawia się: gosudarstwiennyj kamitiet po statistikie), zastępując swoją poprzedniczkę Centralną Administrację Statystyczną, zachowując jednak te same podstawowe funkcje gromadzenia, analizowania, publikowania i rozpowszechniania danych statystycznych państwa. W tym gospodarczych, społecznych i statystyk demograficznych. Zmiana nazwy spowodowała formalną degradację statusu agencji.
Oprócz nadzorowania zbierania i oceny statystyk państwa, Rosstat (i jego poprzednicy) była odpowiedzialna za planowanie i przeprowadzanie spisów powszechnych. Przeprowadziła dziewięć takich spisów w latach: 1926, 1937, 1939, 1959, 1970, 1979, 1989, 2002 i 2010.

## Główne cele i funkcje
Do głównych zadań Federalnej Służby Statystyki Państwowej należą:
- prezentacja w określony sposób, informacji statystycznych dla obywateli, dla prezydenta, rządu Rosji, Federalnego Zgromadzenia, władz publicznych, mediów, innych organizacji, w tym międzynarodowych;
- rozwój i doskonalenie metodologii prowadzenia badań statystycznych, oraz tworzenia wskaźników statystycznych w celu zapewnienia zgodności z międzynarodowymi standardami metodologicznymi;
- rozwój i poprawa systemu wskaźników statystycznych charakteryzujących stan gospodarki i sfery socjalnej;
- zbieranie sprawozdawczości statystycznej i tworzenie na jej podstawie oficjalnych danych statystycznych;
- nadzór organizacji i obywateli zaangażowanych w działania na rzecz przedsiębiorczości do przestrzegania prawa Federacji w dziedzinie statystyki państwowej;
- rozwoju systemu informacji statystycznych państwa, zapewnienie zgodności i interoperacyjności z innymi publicznymi systemami informacyjnymi;
- przechowywania i chronienia poufnych informacji o stanie zasobów i innych informacji statystycznych zaklasyfikowanych jako tajemnica państwowa;
- realizacji zobowiązań Rosji, wynikających z członkostwa w organizacjach międzynarodowych, oraz udziału w międzynarodowych traktatach i realizację współpracy międzynarodowej w dziedzinie statystyki.

## Dane kontaktowe
Adres: 103450 Moskwa 39